# Stella Baruk
Stella Baruk (Yazd, 1930) es una investigadora, matemática y pedagoga francesa de origen iraní actual caballero de la Legión de Honor de Francia, reconocimiento que llegó en 2008.

## Obras
- Échec et maths, Éditions du Seuil, 1973 ISBN 9782020028301
- Normalité et enseignement des mathématiques (Universidad de Provenza, 1977)
- Fabrice ou l'école des mathématiques, Seuil, 1977 ISBN 9782020226868
- L'Âge du capitaine - de l'erreur en mathématiques, Seuil, 1985 ISBN 9782020183017
- Dictionnaire de mathématiques élémentaires, Seuil, 1992 ISBN 9782020123341
- C’est-à-dire, en mathématiques ou ailleurs, Seuil, 1993 ISBN 9782020199902
- Comptes pour petits et grands
  - vol. 1, Pour un apprentissage du nombre et de la numération fondé sur la langue et le sens, Magnard, 1997 ISBN 9782210719897
  - vol. 2, Pour un apprentissage des opérations, des calculs, et des problèmes, fondé sur la langue et le sens, Magnard, 2003 ISBN 9782210719903
- Doubles jeux: fantaisies sur des mots mathématiques par 40 auteurs en coautoría con Michel Mendès France, Seuil, 2000 ISBN 9782020402811
- Si 7 = 0 - Quelles mathématiques pour l'école ?, Odile Jacob, 2004 ISBN 9782738113764
- À propos de rien : une histoire du zéro en coautoría con Robert Kaplan y Aline Berthomé, Dunod, 2004 ISBN 9782100485291
- Naître en français, Éditions Gallimard, 2006 - texto autobiográfico ISBN 9782070776399
- Dico de Mathématiques (collège et CM2), Seuil, 2008 ISBN 9782020574013
- Pour une intelligence du nombre (Seuil)
- Mes premières mathématiques avec Némo et Mila CP, Magnard, 2012 ISBN 9782210557000
- Nombre à compter et à raconter, Seuil, 2014